# جمل القطبي
جمل منطقة القطب الشمالي العليا (بالإنجليزية: High Arctic camel)‏، وهو جمل أحفوري كان يعيش في عصر البليوسين الأوسط، مرتبط بجنس أحفوري أسمه Paracamelus الذي نشأت منه الجمل الحديث. ويتعلق أيضا جمل يوكون العملاق المنقرض في العصر الجليدي. عثر على حفرياته في عام 2006 بالقرب من ستراثكون فيورد في جزيرة إليسمير في نونافوت، كندا. عاش الحيوان في منطقة القطب الشمالي العليا قبل 3.4 مليون سنة على الأقل خلال فترة دفء في بيئة غابات الشمالية.

## اكتشاف الأحفوري
اكتشفت بقايا جمل في القطب الشمالي على مدار عدة مواسم (2006-2010) في منطقة ستراثكونا فيورد بجزيرة إليسمير، في أرخبيل القطب الشمالي الكندي، على خط عرض 78 درجة شمالا. تم جمع حوالي 30 شظية في موقع Fyles Leaf Bed والتي تشكل جزءًا من الساق اليمنى  وجود درجة الشظية في نهاية البعيدة للعظم يوحي بأن العظام من رتبة مزدوجات الأصابع (مثل الأبقار والغزلان والجمال). تتوافق تقديرات الحجم مع الجمال، حيث أنها كانت أكبر الثديات مزدوجات الأصابع في أمريكا الشمالية في ذلك الوقت. هذا هو أول دليل على ظهور الجمل في منطقة القطب الشمالي العليا وفئة تصنيف جديدة لتجميع الثدييات في منطقة القطب الشمالي العالي

## الكولاجين البصمات
أظهرت بصمة الكولاجين أن البقايا الأحفورية المجزأة كانت من جمل وشاركت في مقارنة الكولاجين القديم مع 37 نوعًا من الثدييات الحديثة، بالإضافة إلى جمل يوكون العملاق في عصر البليستوسين (يشار مؤقتًا إلى جنس باراكاميلوس ).  كان الجمل القطب الشمالي يشبه إلى حد كبير الجمل في دروميداري والجمل العملاق في يوكون 

## العمر و علم البيئة القديمة
حصل على العمر التقديري لعضام الجمل باستخدام تقنية التأريخ الزمن الجيولوجي (TCN)، والذي تم تطبيقه على رمل الكوارتز المحتوي على الحفريات.  يبلغ عمر هذه الرواسب 3.4 مليون سنة على الأقل وتعادل في العمر سجل الحفريات للثدييات في موقع الأحافير Beaver Pond القريب. لا تزال الرواسب التي تستضيف الحيوان مرتبطة بتكوين بوفورت، الذي تم وضعه قبل بداية التجلد الشامل لأمريكا الشمالية بسرعة ~ 2.6 ميلي لتر.
وأظهرت النتائج أن الجمل القطبي إلى حد كبير شبيه بالجمل العربي ذي سنام الواحد وجمل يوكون العملاق. تظهر إعادة الإعمار في العصر الحجري القديم أن الجمل في منتصف العصر الحديث الأقرب كانت ستعيش في منظر طبيعي يدعم غابة بوريالية، تهيمن عليها أشجار الصنوبر. في ذلك الوقت، تشير التقديرات إلى أن درجات الحرارة العالمية كانت أكثر دفئًا بمقدار 2 إلى 3 درجات عن اليوم، بينما محلياً، في منطقة ستراثكونا فيورد، كانت درجات الحرارة ستكون 14 - 22   ° C أكثر دفئا. يعني أن درجة الحرارة السنوية ستكون حول التجمد، مع الشتاء البارد والثلجي.